# Pyrex

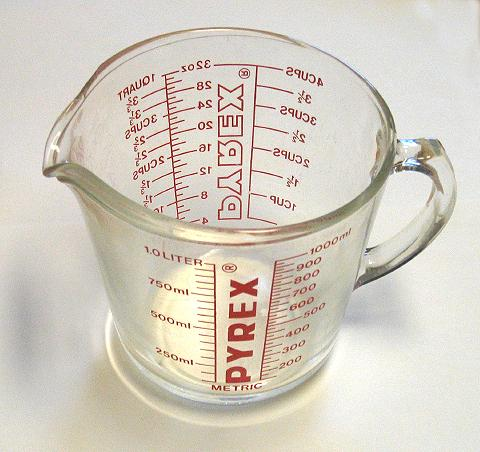
Um copo medidor da PYREX fabricado em 1980, com marcações nos sistemas métrico e americano

Pyrex (estilizado como PYREX e pyrex) é a marca comercial usada desde 1915 pela Corning Inc. para a sua linha de recipientes em vidro borossilicato destinada ao mercado doméstico. A popularidade desta marca e a sua dominância do mercado ao longo do século XX fez dela uma marca genérica, sinónimo deste tipo de vidro. Por essa razão, quando referindo genericamente um vidro refratário, em escritos lusófonos aparece por vezes a corruptela pirex.
Em 1998, a divisão de utensílios de cozinha da Corning, responsável pelo desenvolvimento do Pyrex, se separou de sua empresa controladora como Corning Consumer Products Company, posteriormente renomeada Corelle Brands (que mais tarde se fundiria com a Instant Brands). A Corning não fabrica nem comercializa mais produtos de consumo doméstico, apenas produtos industriais.

## Origem

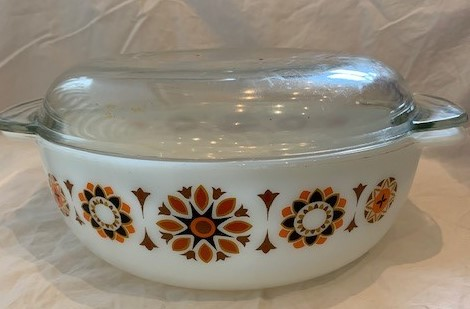
Uma panela caçarola Pyrex com o padrão 'Toledo'

A ideia de utilizar vidro borossilicato resistente ao calor e quimicamente inerte para produzir recipientes para cozinha terá surgido em 1913, quando Jesse Littleton, da fábrica de vidro Corning, testou em sua casa o uso de uma travessa de levar ao forno feita a partir do fundo de uma jarra de vidro borossilicato, Depois da esposa ter com sucesso cozinhado um bolo nela, decidiu propor o lançamento de uma linha de utensílios de cozinha em vidro.
Na realidade, o vidro não-corrosivo e resistente a altas temperaturas, que fora desenvolvido por Otto Schott na Alemanha em finais do século XIX, já tinha vários usos industriais e laboratoriais, mas nunca tinha sido proposto para o mercado doméstico. Percebendo o potencial mercado existente nos lares americanos, a Corning registou a marca em 1915 e lançou a primeira linha de utensílios Pyrex no ano seguinte.
Os primeiro Pyrex destinavam-se exclusivamente ao forno ou a conter produtos a alta temperatura, não podendo ser sujeitos directamente à chama. Depois de uma década de investigação, em 1924 foi lançada uma linha de Pyrex resistente à chama.

### Uso da marca

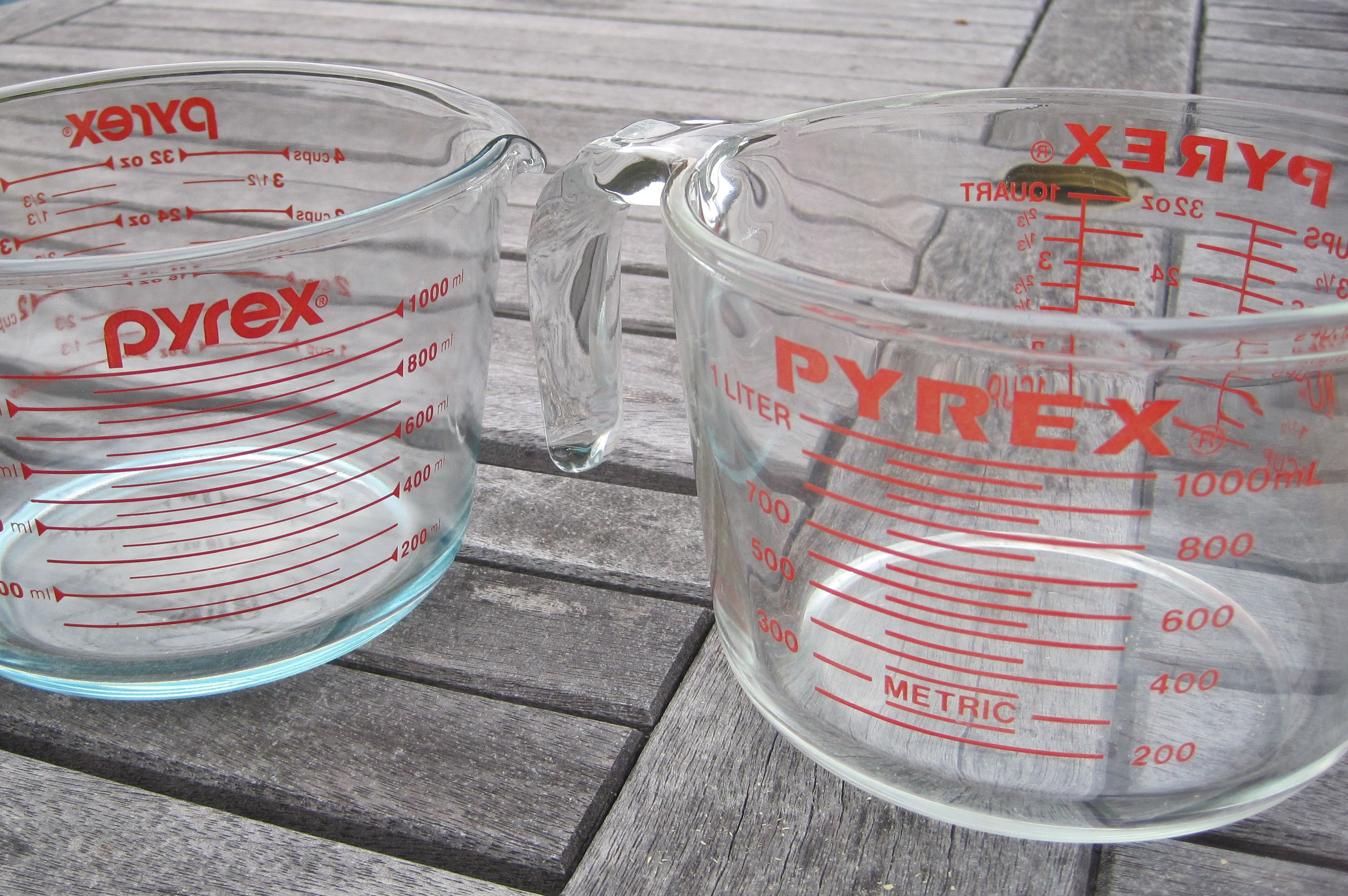
Um copo medidor pyrex de vidro temperado de cal sodada produzido pela Instant Brands (à esquerda, diferenciado por seu logotipo diferente e coloração azulada) e um copo medidor PYREX de vidro borossilicato transparente produzido pela Corning (à direita)

Ambas as marcas registradas, PYREX (todas em maiúsculas) e pyrex (todas em minúsculas, introduzida em 1975), foram usadas indistintamente na comercialização de produtos de cozinha feitos de vidro borossilicato e de cal sodada, além de acessórios relacionados, por várias décadas. 
A marca registrada pyrex (todas as letras minúsculas) é usada para utensílios de cozinha vendidos nos Estados Unidos, na América do Sul e na Ásia. Na Europa, África e Oriente Médio, uma variação da marca registrada PYREX (todas as letras maiúsculas) é licenciada pela International Cookware para utensílios de cozinha feitos de diversos materiais, incluindo vidro de borosilicato e de cal sodada, grês, metal e utensílios de cozinha de vitrocerâmica.[carece de fontes?]

## Declínio
Em 2023, a Instant Brands – controlada pela empresa de private equity Cornell Capital –, entrou com pedido de falência nos EUA. Com o fim da pandemia de COVID-19, a empresa viu as vendas caírem, pois os consumidores começaram a sair e viajar mais, enquanto gastavam menos em produtos para o lar. A empresa alega não ter condições de manter o alto custo operacional, o aumento das taxas de juros e condições de crédito mais rígidas. O portfólio da Instant Brands inclui produtos como panelas de pressão Instant Pot e Corningware.